# Tinaegeria nephelozyga
Tinaegeria nephelozyga is een vlinder uit de familie Stathmopodidae. De wetenschappelijke naam van de soort is voor het eerst geldig gepubliceerd in 1930 door STATHMOPODA.